# Office of Strategic Influence
Office of strategic influence (O.S.I.) — американская экспериментальная прогрессивная рок-группа образованная гитаристом Fates Warning Джимом Матеосом в 2003 году. Название ссылается на одноименную секретную государственную организацию в США, которая была создана в скором времени после событий 11 сентября, в основном, чтобы проводить про-американскую пропаганду в домашнем и зарубежном медиа. О закрытии этого агентства было сообщено через несколько месяцев, после того, как стало публично известно о его существовании. Тем не менее, девять месяцев спустя Министр обороны США Дональд Рамсфелд сообщил в пресс-конференции, что прекратило существовать только лишь название этой организации.

## Музыканты
- Джим Матеос (Fates Warning) — гитара, бас-гитара, клавишные, программирование
- Кевин Мур (Chroma Key, ex — Dream Theater) — вокал, клавишные, программирование

## Приглашенные музыканты
- Майк Портной (Dream Theater) — ударные
- Гэвин Харрисон (Porcupine Tree) — ударные
- Шон Мэлоун (Gordian Knot, Cynic) — бас-гитара, Стик Чапмена в Office of Strategic Influence
- Джоуи Вира (Fates Warning) — бас-гитара в Free
- Стивен Уилсон (Porcupine Tree, No-Man, Blackfield, Bass Communion, IEM) — вокал в «shutDOWN» с Office of Strategic Influence
- Микаэль Окерфельдт (Opeth) — вокал в «Stockholm»

## Дискография

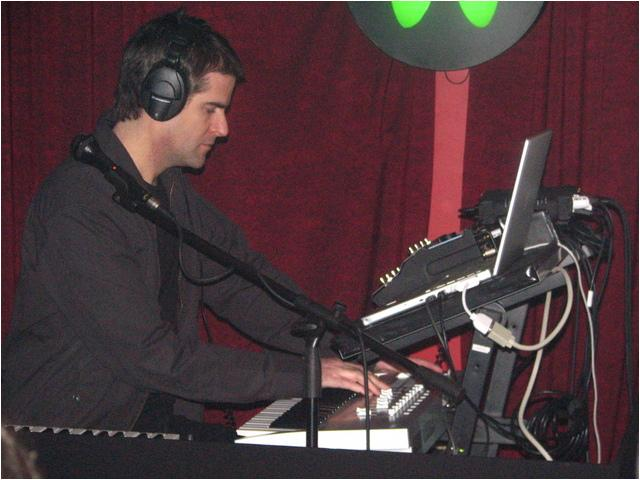
Кевин Мур

- Office of Strategic Influence (2003)
- Free (Апрель, 2006)
- re:free (EP) (Ноябрь, 2006)
- Blood (Апрель, 2009)
- Fire Make Thunder (Март, 2012)